# Sybra apomecynoides
Sybra apomecynoides är en skalbaggsart som beskrevs av Stefan von Breuning 1939. Sybra apomecynoides ingår i släktet Sybra och familjen långhorningar.
Artens utbredningsområde är Sri Lanka. Inga underarter finns listade i Catalogue of Life.